# Francisca Canapaynina
Dona Francisca Canapaynina, född Mesocoñera, var en peruansk adelskvinna och cacique (hövding). 
Hon var sondotter till don Diego Mesocoñera den äldre (d. 1610). Hennes farfar var cacique, det vill säga inhemsk ledare under spansk överhöghet, för Nariguala vid Piura. Vid hennes farfars död 1610 ärvde hon enligt inhemsk sed hans ämbete, då hennes döde far var hennes farfars äldsta son. Hon var vid detta tillfälle omyndig, och hennes farbror don Diego Mesocoñera den yngre tog över ämbetet. Det ledde till en flera år lång tvist mellan dem, som till slut avgjordes i spansk domstol till hennes förmån 1614. Fallet blev ett viktigt precedensfall. Det var mycket vanligt med kvinnliga caciques, men spanjorerna följde ofta spansk lag då de godkände dessa hövdingspositioner, vilket gjorde att kvinnor bara fick tillträde om inga män fanns att välja på, medan inhemsk sedvana tillät kvinnor att tillträda även om de hade manliga släktingar. Efter 1614 respekterade spanjorerna generellt inhemsk sed. 